# Internationale Luchthaven Surat Thani
De Internationale Luchthaven Surat Thani ligt bij de stad Surat Thani in Thailand. De IATA-luchthavencode is URT. Het vliegveld ligt op ongeveer 21 kilometer ten westen van de stad zelf. De Koninklijke Thaise luchtmacht heeft een basis op de luchthaven waar F-16's gestationeerd zijn.

## Ongeluk
Op 11 december 1998 stortte een Airbus A310-204 van Thai Airways hier neer in een rubberplantage toen een derde landingspoging in zware regenval faalde. Van de 146 passagiers aan boord kwamen er 110 om het leven.